# Kátov
Pour les articles homonymes, voir Katov.
Kátov est une commune du district de Skalica, dans la région de Trnava, en Slovaquie.

## Histoire
La première mention écrite du village date de 1452.

## Démographie

### Évolution de la population
| Année:               | 1994. | 2004.   | 2014.   | 2024.   |
| -------------------- | ----- | ------- | ------- | ------- |
| Nombre de personnes: | 538   | 574     | 613     | 624     |
| Différence:          |       | +6,69 % | +6,79 % | +1,79 % |

| Année:               | 2023. | 2024.   |
| -------------------- | ----- | ------- |
| Nombre de personnes: | 615   | 624     |
| Différence:          |       | +1,46 % |